# Francine Houben
Francine Marie Jeanne Houben (pronunciación holandesa: [frɑnˈsɪnə maːˈrɪ ˈʒɑnə ˈɦʌubən]; nacida el 2 de julio de 1955) es una arquitecta holandesa. Es la socia fundadora y directora creativa de Mecanoo architecten, con sede en Delft, Países Bajos, y con oficinas en Londres, Reino Unido, Washington, D.C., Estados Unidos y Kaohsiung, Taiwán.

## Formación
Graduada cum laude por la Universidad Técnica de Delft en 1984. Estuvo fuertemente inspirada por Max Risselada, autor de Raumplan versus Plan Libre, quien le presentó la arquitectura de Charles y Ray Eames. Además Japón también fue una gran inspiración. En 1985 Houben ganó una beca para viajar a Tokio, donde compartió experiencias con Toyo Ito y Kazuyo Sejima.

## Trayectoria
La firma Mecanoo fue fundada en 1984 después de que Houben y un grupo de compañeros de estudios en la Universidad Técnica de Delft ganaron un concurso para un complejo de vivienda social en el centro de Róterdam. 
Su trabajo es muy variado e incluye proyectos como universidades, bibliotecas, teatros, áreas residenciales, museos y hoteles. Houben Combina las disciplinas de paisaje, y planificación urbanística y Arquitectura. Según su biografía, "basa su trabajo en un análisis preciso junto con una intuición que ha ido desarrollando a lo largo de tres décadas interrelacionando aspectos sociales, técnicos, de recreo y humanos, de la creación de espacios que juntos forman una solución única para cada reto arquitectónico."
El diseño de bibliotecas es uno de los ejes de su producción. La biblioteca de la Universidad Técnica de Delft, completada en 1997, le llevó a la Biblioteca de Birmingham (2013), y a la rehabilitación de la Biblioteca Conmemorativa de Martin Luther King Jr., en Washington D. C.. Ha hablado extensamente en y de bibliotecas y edificios públicos, declarando que "las bibliotecas son los edificios públicos más importantes, como las catedrales lo eran hace muchos años".
Francine Houben ha trabajado como profesora universitaria tanto en los Países Bajos como en el extranjero, y en 2007 fue profesora visitante en la Universidad de Harvard. De 2002 a 2006 desempeñó el cargo de arquitecta municipal en la ciudad de Almere. En 2001, publica el manifiesto central de su obra: 'Composición, Contraste, Complejidad'.

## Proyectos seleccionados
- Biblioteca de la Universidad Técnica de Delft (1997) y Mekel Park (2009)
- Capilla de Santa María de los Ángeles (Róterdam, 2001)
- El rascacielos Montevideo (Róterdam, 2006)
- Edificio Fiftytwo Grados (Nijmegen, 2007)
- El Nelson Mandela Park en Bijlmermeer (Ámsterdam Zuidoost, 2010)
- Teatro La Lonja y Centro de Congresos (Lérida, 2010)
- Kaap Skil, Marítima y Museo Beachcombers (Oudeschild, Texel, 2012)
- El Biblioteca de Birmingham (Birmingham, 2013)
- El Centro de Asesoramiento Westelijke Mijnstreek del Rabobank (Sittard, 2014)
- El edificio de la Estación de tren de Delft y las Oficinas Municipales (Delft, 2015)
- El Centro de Arte HOME (Mánchester) (Mánchester, 2015)
- El edificio municipal Bruce C. Bolling (Boston, MA 2015)
- La rehabilitación de la Biblioteca Conmemorativa de Martin Luther King en Washington D. C. (en curso)
- Palacio de Justicia, Córdoba, España
- Centro Nacional de Kaohsiung para las Artes en Kaohsiung (en curso)
- Tres centros culturales y un centro comercial en Shenzhen (en curso)

## Galería de imágenes

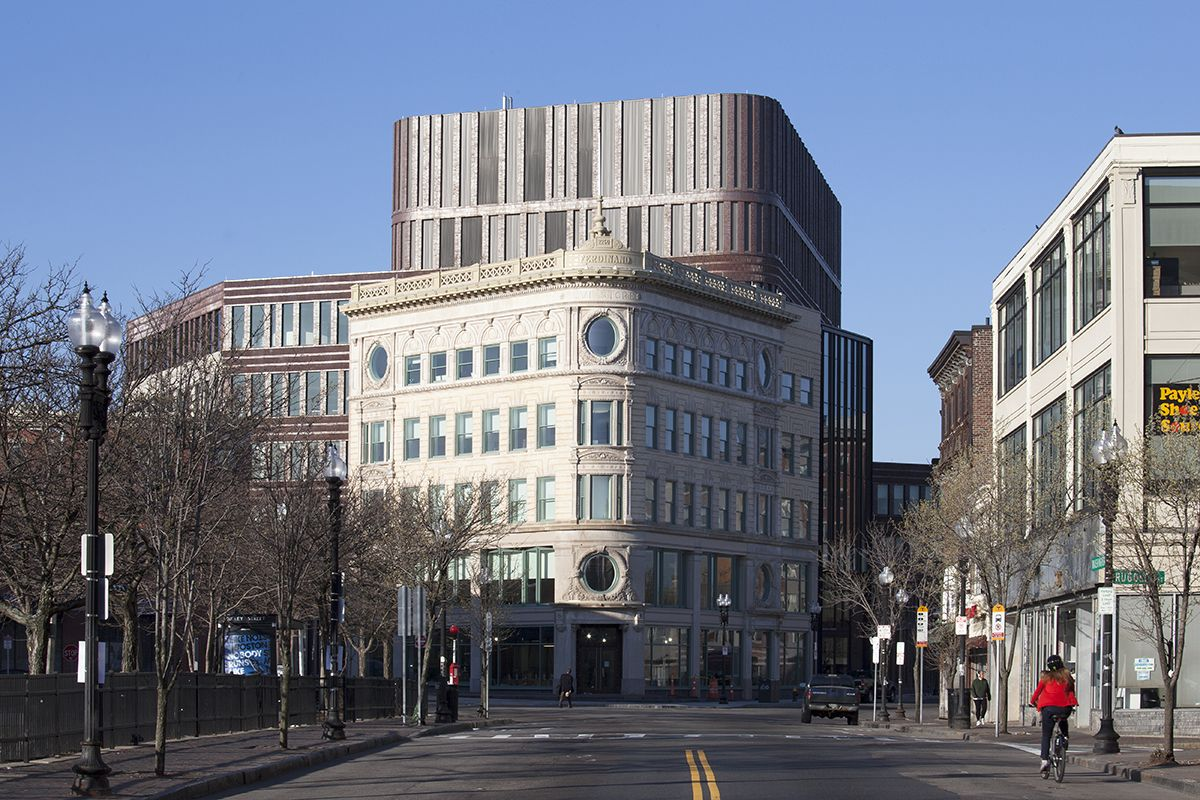
Edificio Municipal Bruce C. Bolling Boston, US
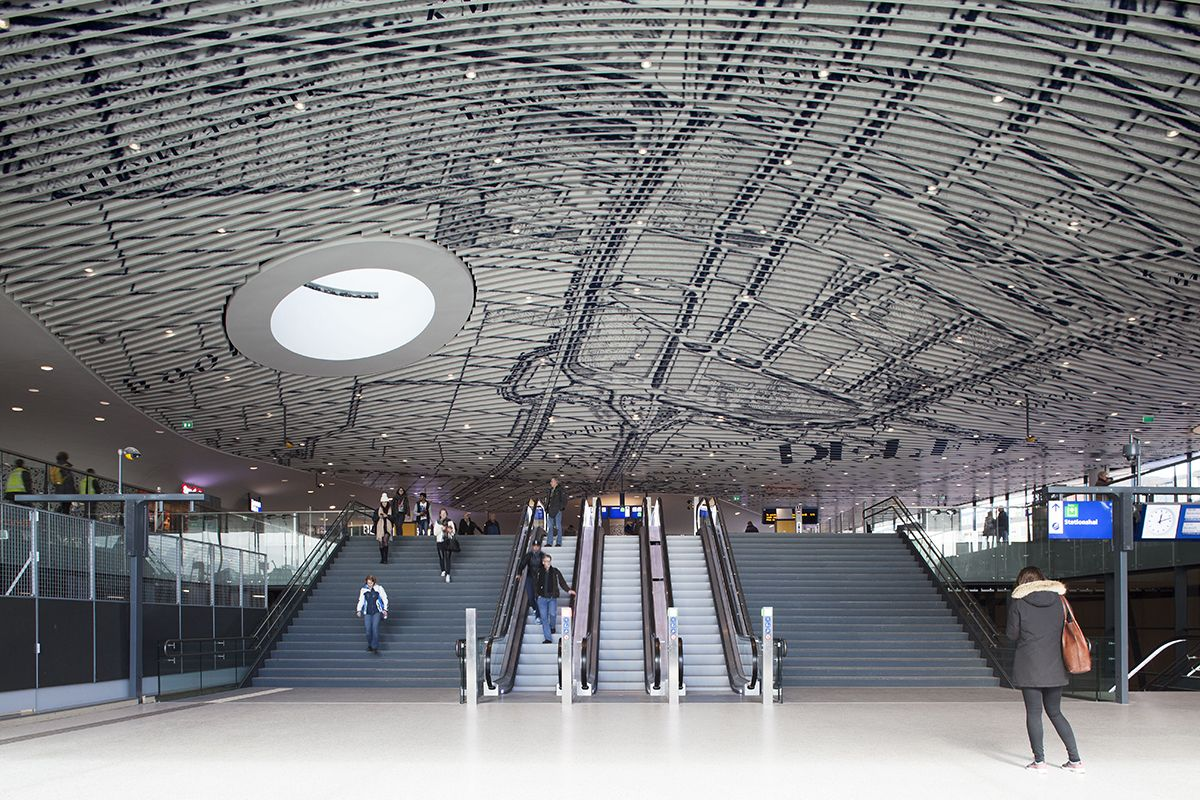
Oficinas Municipales y Estación del tren Delft, Países Bajos
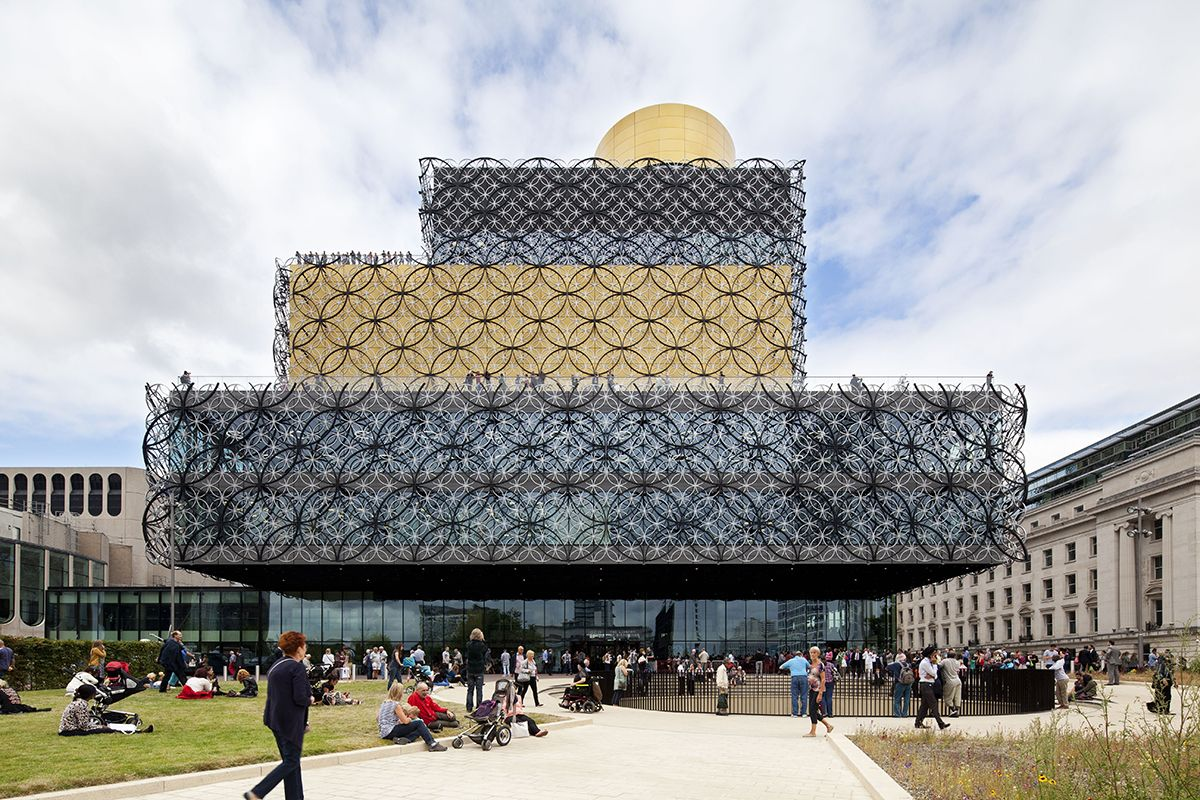
Biblioteca de Birmingham Birmingham, UK
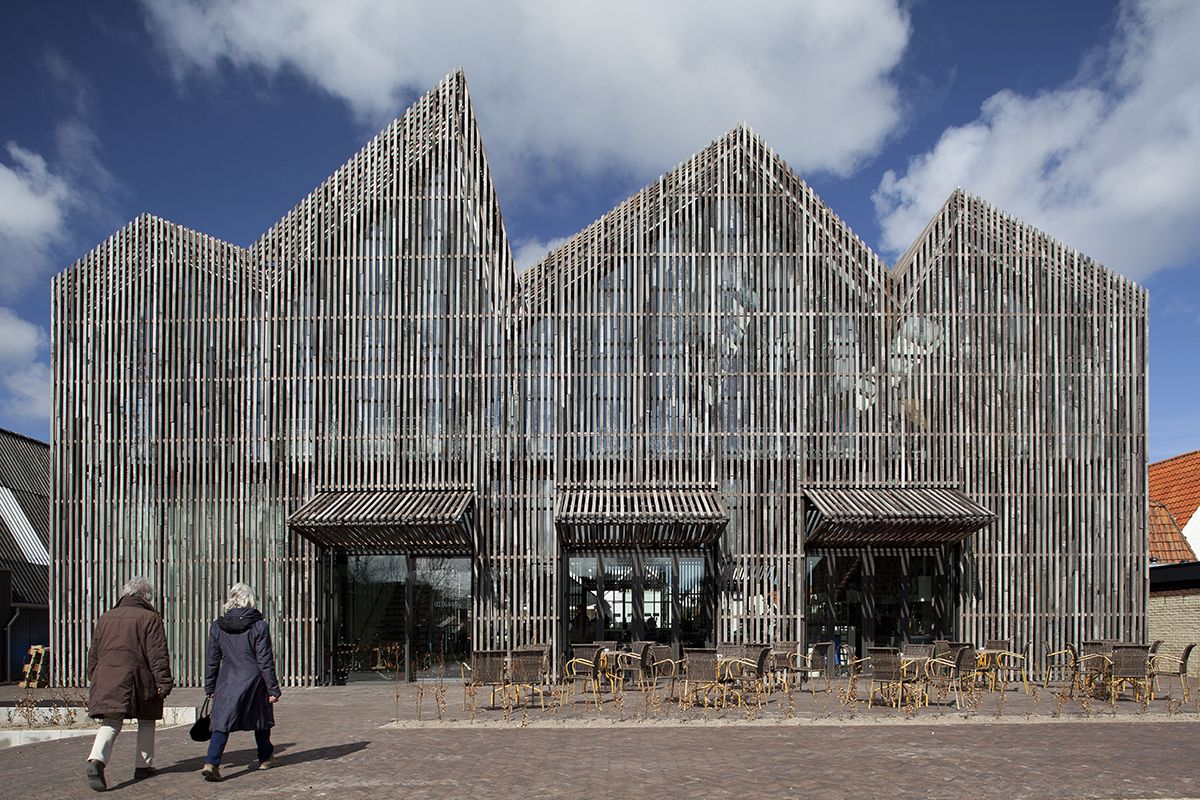
Kaap Skil, Marítima y Museo Beachcombers Oudeschild, Países Bajos
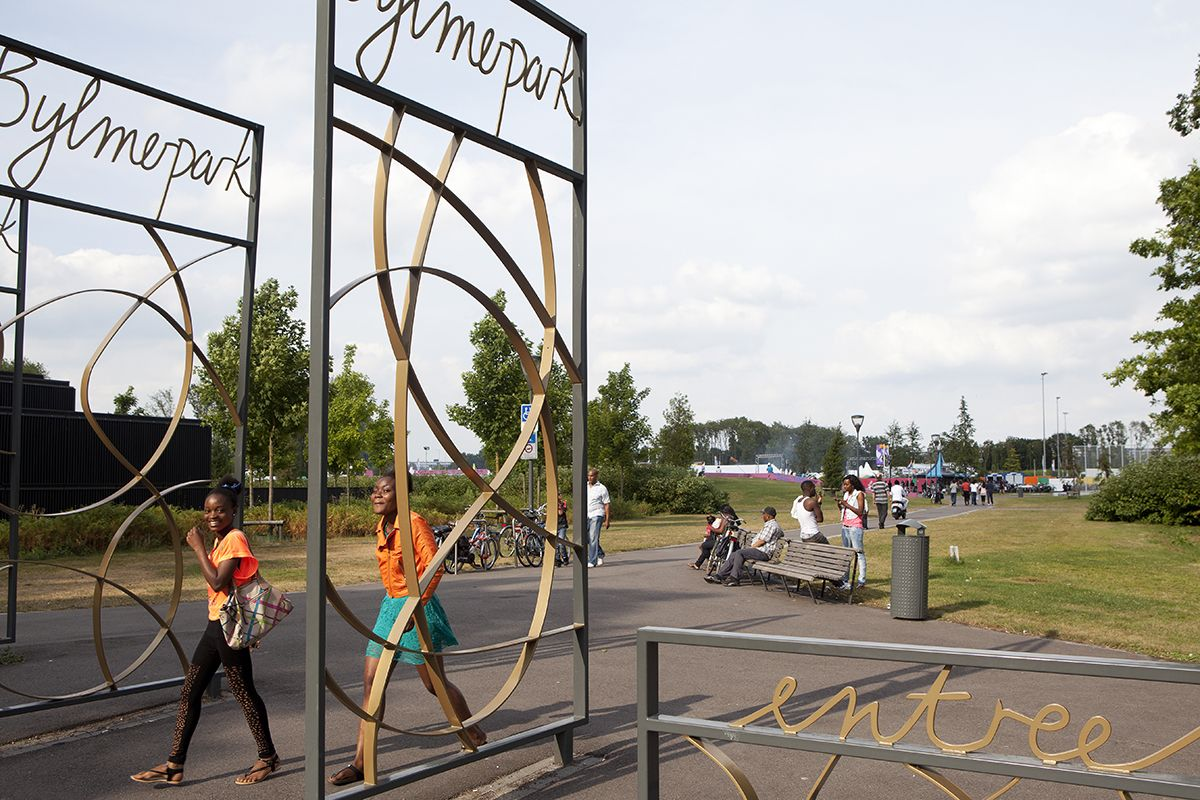
Nelson Mandela Park Ámsterdam-Zuidoost, Países Bajos
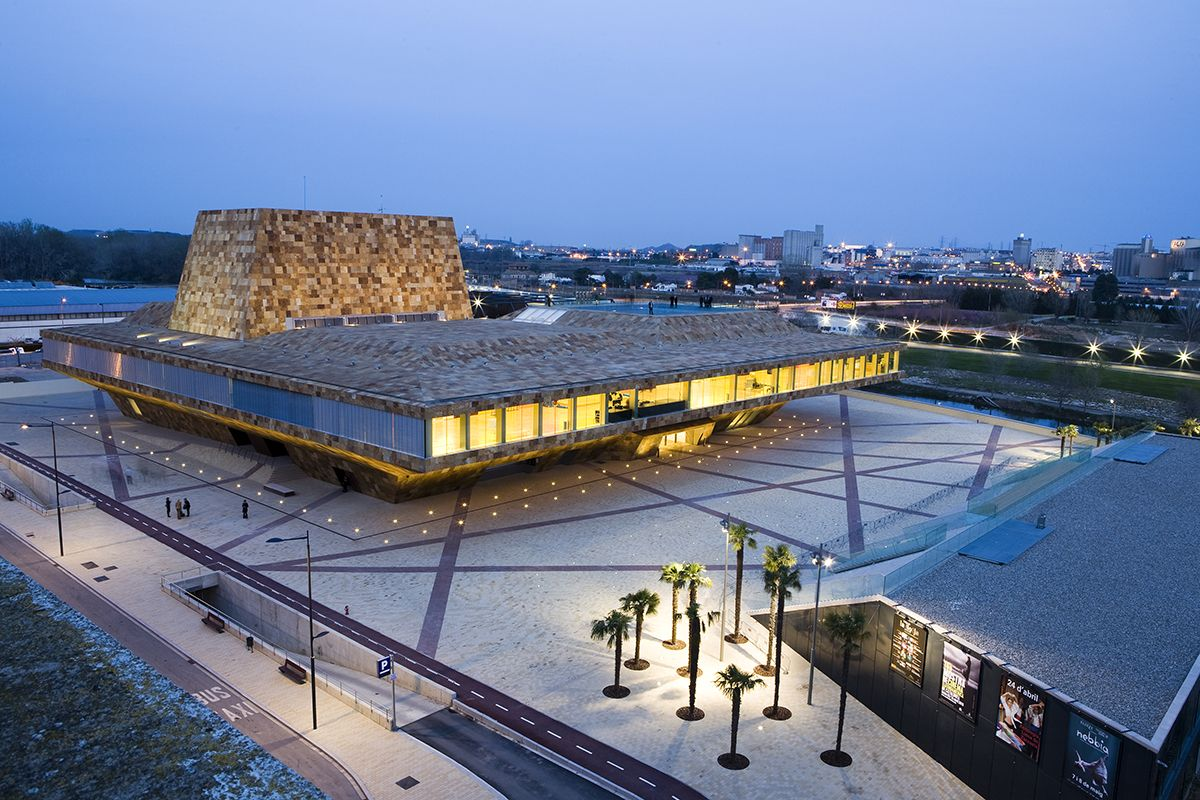
La Llotja Teatro y Centro de Conferencias Lleida, España
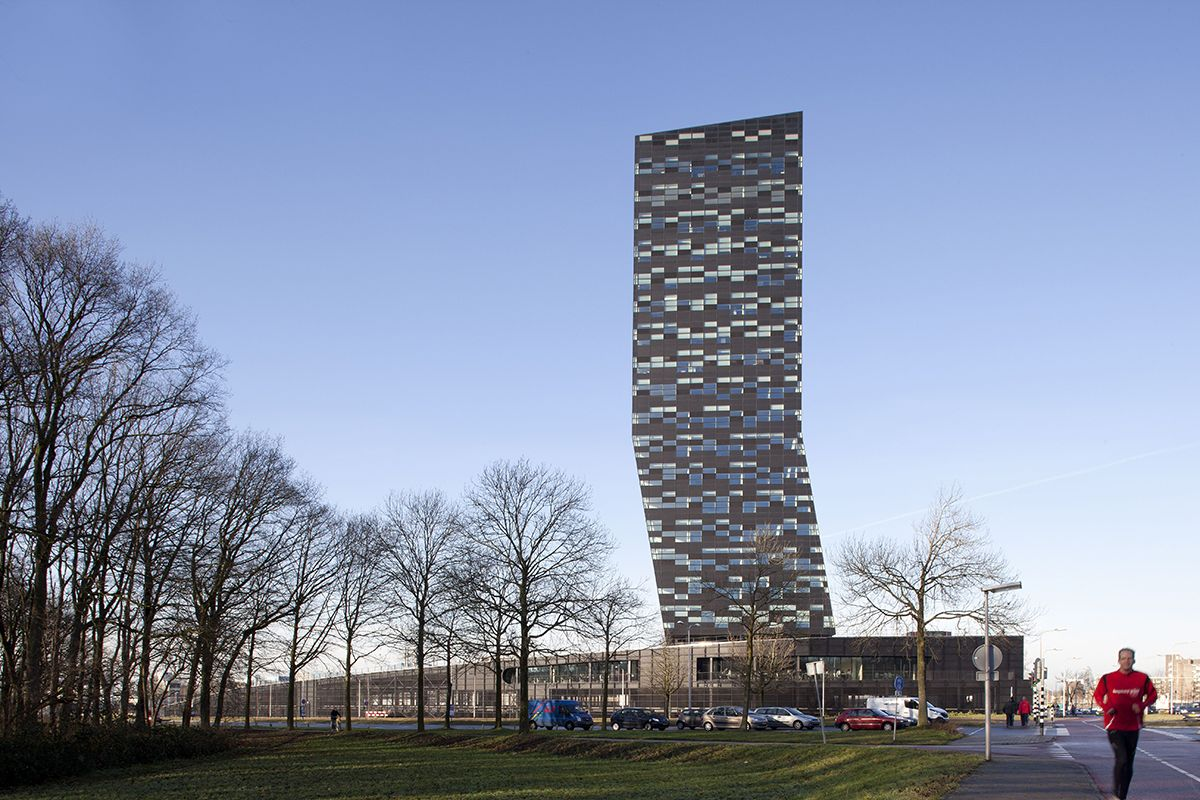
FiftyTwoDegrees Nijmegen, Países Bajos
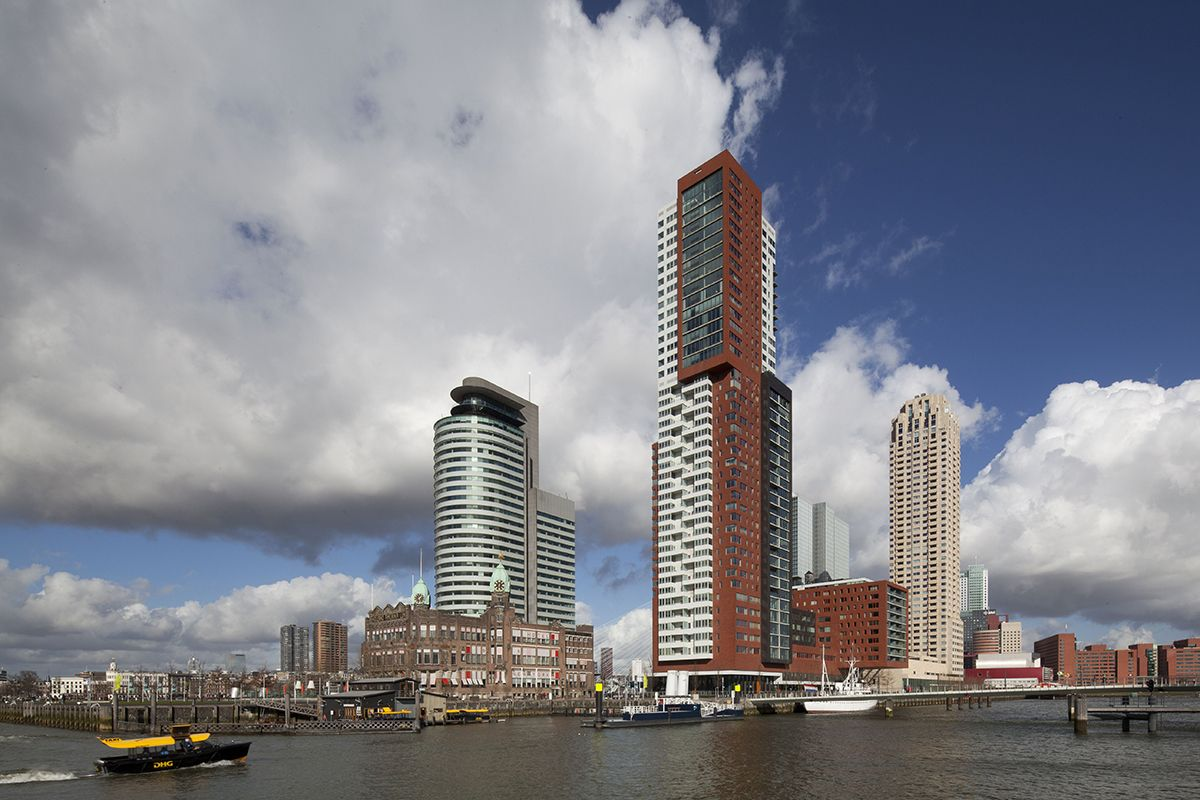
Torre residencial Montevideo Róterdam, Países Bajos
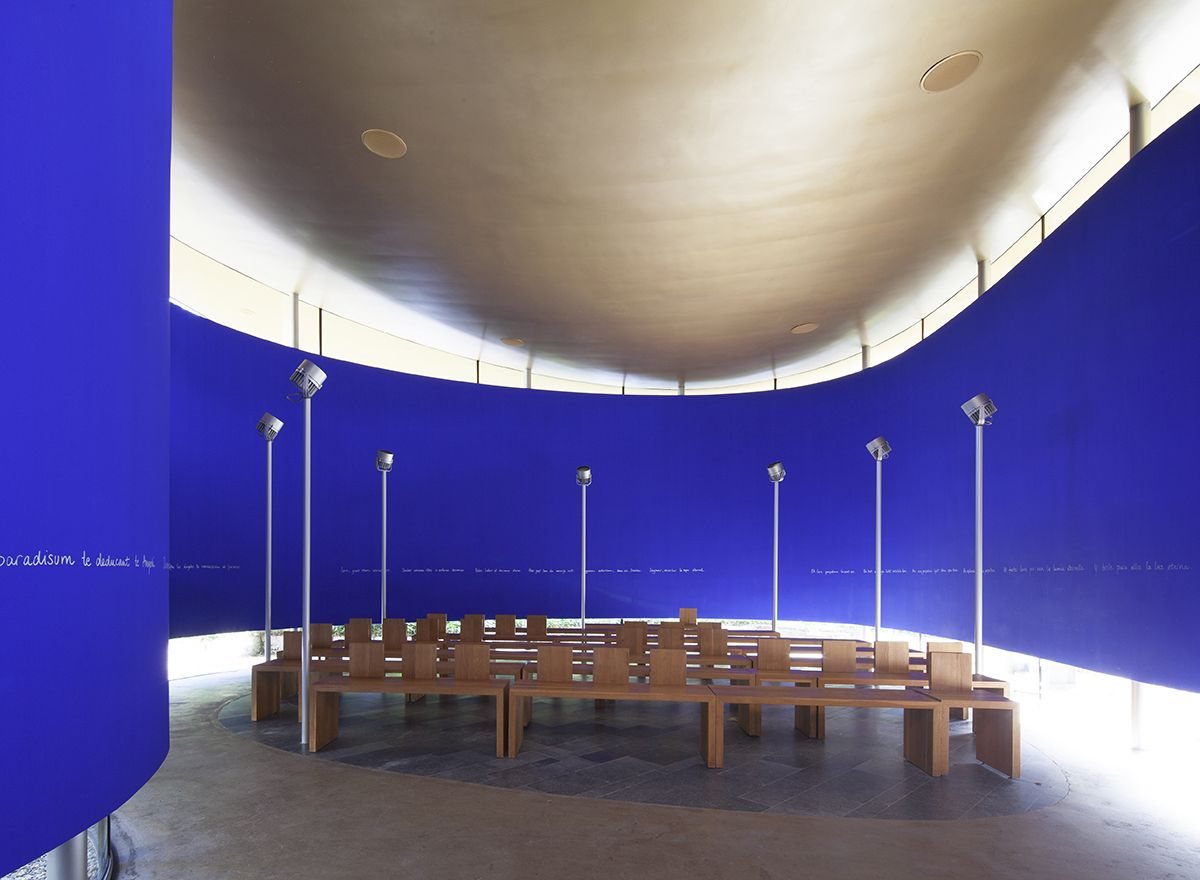
Capilla de Santa María de los Ángeles Róterdam, Países Bajos
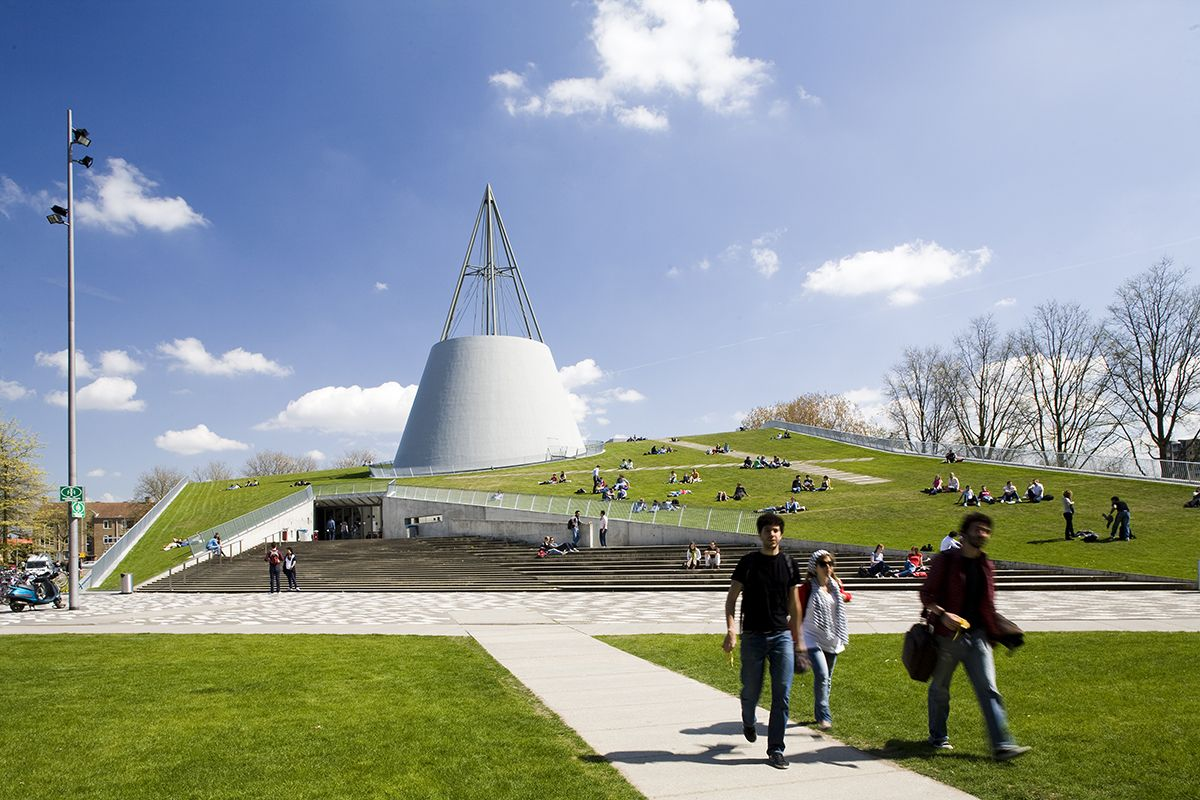
Biblioteca de la Universidad de Tecnología de Delft Delft, Países Bajos
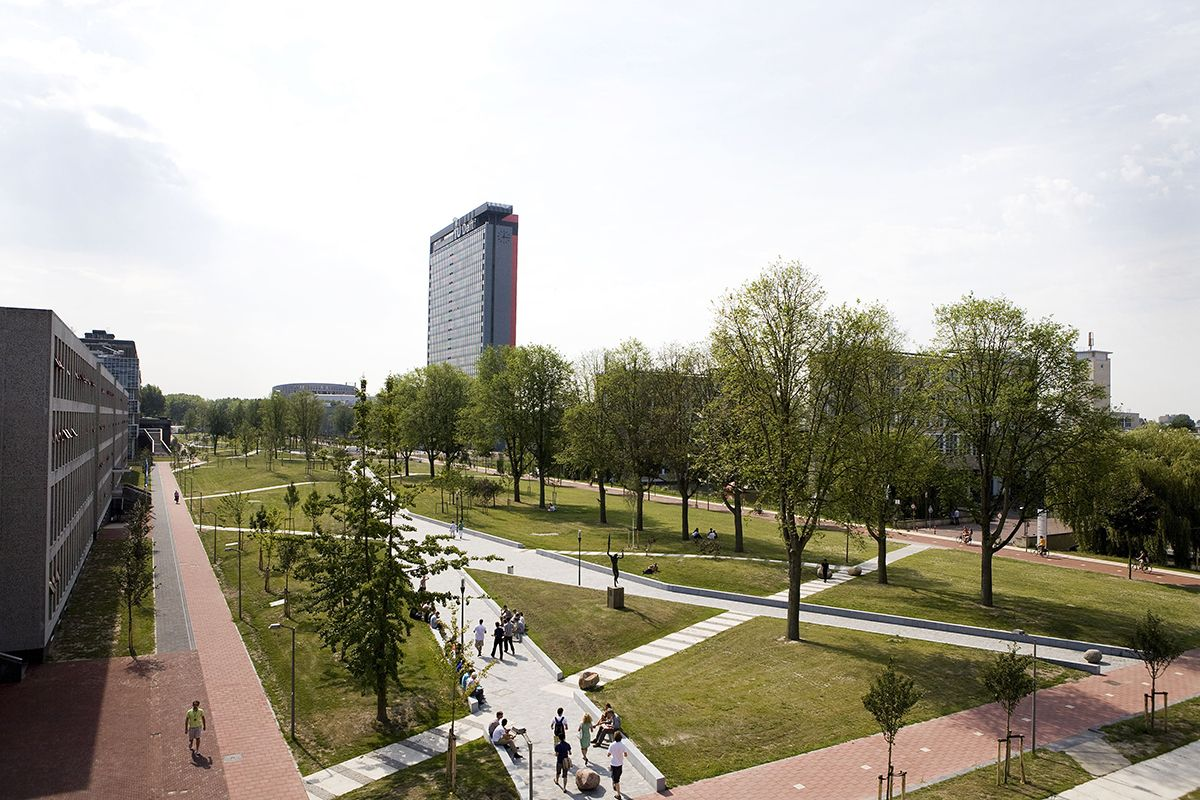
Mekel Park, Universidad de Tecnología de Delft Delft, Países Bajos

## Reconocimientos
Su trabajo ha sido reconocido internacionalmente, destacando recientemente su trabajo en la Biblioteca de Birmingham, preseleccionado en el año 2014 para el premio Stirling del RIBA. Cuando fue nombrada, en el año 2014, por la revista Architects' Journal como Arquitecta del Año, Houben declaró que "Es un gran privilegio grande diseñar la Biblioteca de Birmingham. La arquitectura es fundamentalmente un trabajo de equipo, siendo el dar apoyo y tener visión al mismo tiempo muy importantes. Las mujeres son especialmente buenas en estos aspectos."
Fue la comisaria de la Primera Bienal Internacional de Arquitectura de Róterdam en 2003. En 2010 Francine Houben recibió la afiliación de por vida al "Akademie der Künste", en el departamento de Arquitectura, en Berlín. En noviembre de 2015 la Reina Máxima de los Países Bajos le concedió el premio "Prins Bernhard Cultuurfonds" por su trabajo.